# Leah Lynn Gabriela Fortune
Leah Lynn Gabriela Fortune (São Paulo, 1990. december 13. –) amerikai-brazil női labdarúgó.

## Pályafutása

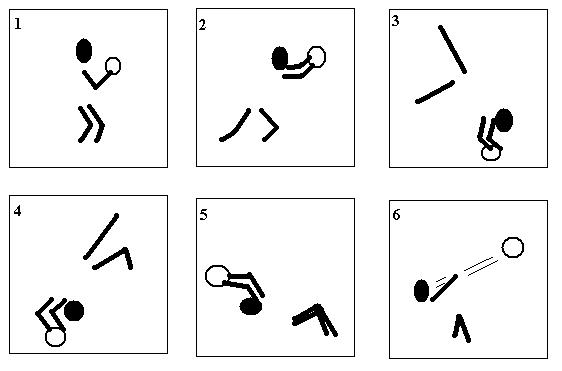
Leah bedobása

Brazíliában, São Pauloban született, mivel a szülei misszionáriusként ott dolgoztak, de kétéves korában visszaköltöztek az Egyesült Államokba, Illinoisban nőtt fel. Amerikában még csatárként szerepelt, a brazil korosztályos válogatottakban viszont már hátvédet játszott. Korábban egy évig tornázott, ott tanulta meg a szaltót, amit beépített a különleges bedobásába.
A 2008-as U20-as női világbajnokságon Mexikó ellen az egyik gólt így készítette elő, amikor a berepülő labdát megcsúsztatták, majd egy társa a kapuba továbbította azt.
Elmondása szerint azért így végzi el a bedobást, mert ezzel nagyobb lendületet tud venni, tehát messzebbre tud dobni.
A FIFA.com „a legkülönösebb játékosok egyike”-ként („one of the more unusual players”) jellemezte a 2010-es U20-as női labdarúgó-világbajnokság alatt.

## Külső hivatkozások
- Leah adatlapja a FIFA.com-on Archiválva 2009. április 3-i dátummal a Wayback Machine-ben (angolul)
- Hogyan végezzünk el bedobást szaltózva? – 2008. november 24., nso.hu
- Szaltóval végzi el a bedobást a brazil futballistalány[halott link]
- Minden bedobás előtt szaltózik a brazil
- Amerikából honosított brazil a parittyanő
- American teen a star in Brazilian soccer (angolul)
- intro2u.net